# Kevin Owens
Kevin Steen (ur. 7 maja 1984 w Saint-Jean-sur-Richelieu) – kanadyjski wrestler występujący w WWE w brandzie SmackDown pod pseudonimem ringowym Kevin Owens. Jest dwukrotnym posiadaczem WWE United States Championship.
Steen rozpoczął swoją karierę w 2000 w wieku 16 lat. Od 2007 pracował dla Ring of Honor (ROH), w którym posiadał ROH World Championship i ROH World Tag Team Championship. Wraz z CM Punkiem, Danielem Bryanem i Sethem Rollinsem jest jednym z czterech wrestlerów, którzy posiadali światowe mistrzostwo WWE i ROH. Przepracował 14 lat dla federacji niezależnych. Jest również znany z występów dla Pro Wrestling Guerrilla (PWG), w którym posiadał PWG World Championship rekordowo trzy razy, a także tyle samo PWG World Tag Team Championship. W federacjach International Wrestling Syndicate (IWS), All American Wrestling (AAW) i Combat Zone Wrestling (CZW) posiadał kolejno IWS World Heavyweight Championship (trzy razy), AAW Heavyweight Championship oraz CZW Iron Man Championship.
Po podpisaniu kontraktu z WWE został przydzielony do rozwojowego brandu NXT, w którym zdobył NXT Championship. Zadebiutował w głównym rosterze w maju 2015, w którym dwukrotnie zdobył WWE Intercontinental Championship. Rok później po raz pierwszy zdobył jedno ze światowych tytułów federacji, WWE Universal Championship, którego był rekordowo najdłuższym posiadaczem.

## Kariera profesjonalnego wrestlera

### Wczesna kariera (2000–2004)
Steen zainteresował się profesjonalnym wrestlingiem po obejrzeniu meczu pomiędzy Shawnem Michaelsem i Dieselem na WrestleManii XI w wieku 11 lat. Trzy lata później jego rodzice pozwolili mu trenować z Serge Jodoinem, wrestlerem z Quebec. Rok później zaczął trenować z Jacques’em Rougeau. Trenował również z Terrym Taylorem, którego nazywał „głównym trenerem”. Steen zawalczył po raz pierwszy w swoje szesnaste urodziny w L'Assomption w Quebec 7 maja 2000. Steen trenował dalej z Rougeau i walczył w jego promocji przez cztery lata, dopóki nie zaczął występować w innych kanadyjskich promocjach, w tym International Wrestling Syndicate.

### Combat Zone Wrestling (2004–2006, 2008)

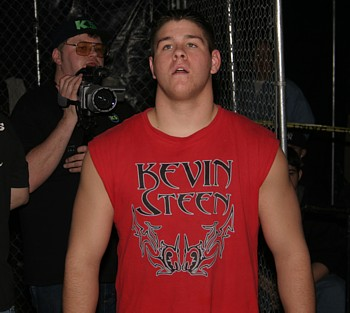
Steen w grudniu 2004

Steen zadebiutował w Combat Zone Wrestling (CZW) 10 września 2004 na gali High Stakes. Przegrał w Fatal 4-Way matchu, w którym brali również udział Sami Zyan, Excess oraz SeXXXy Eddy (zwyciężył ten ostatni). Niedługo potem założył tag team z El Generico.
14 maja 2005, Steen wziął udział w turnieju „CZW Best of the Best” i doszedł do finału po pokonaniu Kenny’ego The Bastarda w pierwszej rundzie i Chrisa Hero w rundzie drugiej. Przegrał w finałowym Fatal 4-Way matchu.
Kilka miesięcy później w sierpniu, Steen wygrał swoje pierwsze mistrzostwo w CZW. Przypiął Franky'ego The Mobstera i zdobył CZW Iron Man Championship. Był w stanie obronić mistrzostwo w indywidualnych walkach przeciwko Nate Webbowi, El Generico, Chrisowi Sabinowi oraz Super Dragonowi. Obronił również tytuł w walce, w której brali też udział Necro Butcher, D.J. Hyde, B.J. Whitmer oraz The Messiah.
Steen stracił Iron Man Championship na rzecz żeńskiej wrestlerki LuFisto w Cage matchu na gali CZW Trapped. Stracił on mistrzostwo na jeden dzień przed pierwszą rocznicą posiadania tytułu. Po tym wydarzeniu opuścił federację na rzecz touru z federacją Dragon Gate i nie powrócił do CZW do lutego 2008, kiedy to wziął udział w jednej walce z Vordellem Walkerem, która zakończyła się bez rozstrzygnięcia.

### Pro Wrestling Guerrilla (2005–2008)
Podczas pobytu w CZW, Steen rozpoczął również pracę dla Pro Wrestling Guerilla (PWG). 13 maja 2005 na Jason Takes PWG, Steen pomógł Excaliburowi pokonać Super Dragona i rozpoczął rywalizację z Super Dragonem; okazało się, że to właśnie Steen atakował Dragona przez ostatnie kilka miesięcy. 6 sierpnia 2005, Steen zdobył PWG Championship pokonując A.J. Stylesa na Zombies Shouldn't Run. Steen trzymał tytuł przez niespełna cztery miesiące, dopóki nie stracił mistrzostwa na rzecz Joeya Ryana na Chanukah Chaos (The C’s Are Silent) po interwencji Super Dragona. Rywalizacja Steena z Super Dragonem zakończyła się 16 grudnia 2005 na Astonishing X-Mas, kiedy to Steen został pokonany w Guerrilla Warfare matchu.
W 2006, Steen rozpoczął współpracować drużynowo z El Generico. Wspólnie zaczęli walczyć w celu zdobycia PWG World Tag Team Championship. 29 lipca 2007 na Giant Size Annual #4, Steen i Generico pokonali panujących mistrzów PACa i Rodericka Stronga stając się posiadaczami owych tytułów. Przez kolejne trzy miesiące skutecznie bronili tytułów, dopóki nie stracili ich na rzecz Daveya Richardsa i Super Dragona 27 października w Anglii na gali, która była częścią „European Vacation II” touru. Następnej nocy Steen wraz z PAC'em próbowali odzyskać tytuły od Dragona i Richardsa. Steen ogłosił, że jeżeli ich nie zdobędzie, to natychmiastowo opuści federację. Steen i PAC przegrali, wskutek czego Steen opuścił PWG.
Jednakże, Steen powrócił do PWG i wraz z El Generico zdobyli tytuły po raz drugi, tym razem od The Dynasty (Joeya Ryana i Scotta Losta) 21 marca 2008 w zaimprowizowanej walce. Steen i Generico stali się pierwszą drużyną w historii PWG, która była częścią corocznego turnieju Dynamite Duumvirate Tag Team Title. W turnieju musieli bronić tytułów w każdej walce; w finale turnieju stracili tytuły na rzecz Jacka Evansa i Rodericka Stronga. Ostatecznie, Steen opuścił PWG, by skupić się na występach w Ring of Honor.

### Ring of Honor

#### Utworzenie zespołu i rywalizacja z El Generico (2007-2010)
17 lutego 2007, Steen powrócił do Ring of Honor i wraz z El Generico przegrali z Briscoe Brothers. 14 kwietnia, Mark Briscoe powrócił w środku walki pomiędzy Steenem, Generico, jego bratem Jayem i Erickiem Stevensem. Mark został zaatakowany przez Steena i Generico, a jego brat został przypięty przez Steena.. 11 maja, Steen (jako heel) i Generico (jako face) pokonali Jasona Blade'a i Eddiego Edwardsa. Na gali Respect is Earned, Steen i El Generico wygrali Tag Team Scramble dark match. Tej samej nocy, Steen i El Generico wzięli udział w brawlu z Briscoe Brothers. Na gali Driven, Briscoe Brothers pokonali Steena i El Generico, utrzymując przy sobie ROH World Tag Team Championship. Steen i Generico później ponieśli trzy porażki na rzecz Briscoes: na gali Caged Rage w Steel Cage matchu, gali Manhattan Mayhem II w 2 Out Of Three Falls matchu i gali Man Up w Ladder matchu. Jedyną wygraną odnieśli w non-title Boston Street Fight na gali Death BEfore Dishonor V Night 1.

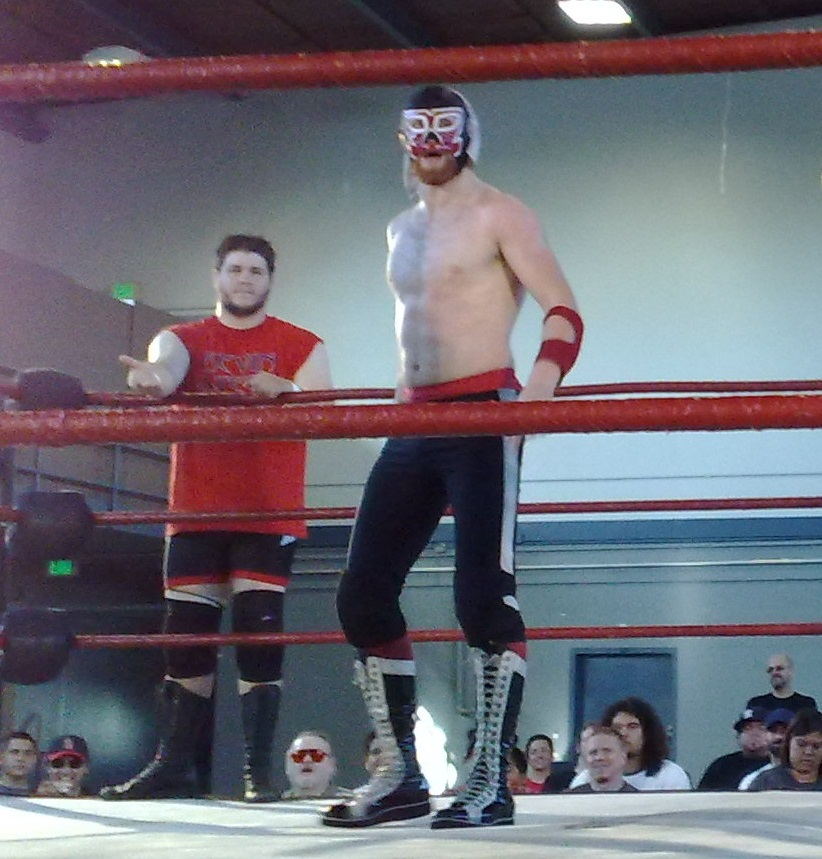
Steen (po lewej) i Generico (po prawej) razem w tag teamie w 2008

6 czerwca 2008, Steen i Generico wzięli udział w turnieju mającym wyłonić nowych ROH World Tag Team Championów. W finale przegrali z Jimmym Jacobsem i Tylerem Blackiem.
27 czerwca w Dayton, Ohio, Steen i Generico pokonali członków The Age of the Fall, Tylera Blacka i Joeya Matthewsa. Następnego dnia w zostali pokonani przez Blacka i Necro Butchera – Butcher przypiął Steena po ataku krzesełkiem. 25 lipca, Steen zawalczył z ROH World Championem Nigelem McGuinessem w title matchu, lecz przegrał walkę.
19 września na nagraniach pay-per-view w Bostonie, Steen i Generico pokonali The Age of the Fall, zdobywając ROH World Tag Team Championship. Stracili mistrzostwa na rzecz The American Wolves (Eddiego Edwardsa i Daveya Richardsa) na tapingach telewizyjnych 10 kwietnia 2009.
19 grudnia 2009 na Final Battle 2009, pierwszym pay-per-view ROH na żywo, Steen przeszedł heel turn atakując jego tag team partnera El Generico, po przegranej walce z The Young Bucks. Steen znalazł nowego partnera – Steve’a Corino. Na gali The Big Bang!, Generico i Cabana pokonali Steena i Corino przez dyskwalifikację. 19 czerwca na Death Before Dishonor VIII, Steen pokonał El Generico w singles matchu. 11 września na Glory By Honor IX, Generico i Cabana pokonali Steena i Corino w Double Chain matchu, kiedy Cabana zmusił Corino do odklepania. Po walce, Steen zaatakował El Generico i zdjął mu maskę. 18 grudnia na Final Battle 2010, Steen i Generico zakończyli rywalizację w Fight Without Honor matchu. Steen położył na szali swoją karierę w ROH, zaś Generico swoją maskę. El Generico wygrał walkę i zmusił Steena do opuszczenia ROH.
Rywalizacja Steena i Generico została ogłoszona najlepszą rywalizacją roku przez Wrestling Observer Newsletter. Steen napisał większość storyline'owej rywalizacji z El Generico, gdyż nie miał zbyt dobrych relacji z nowym bookerem Jimem Cornettem.

#### Wrestling's Worst Nightmare (2011–2013)
Po podpisaniu kolejnego kontraktu z Ring of Honor, Steen powrócił do federacji 26 czerwca 2011 na gali Best in the World 2011. Połączył siły z Corino i powstrzymał House of Truth przed atakiem na Corinie, lecz ostatecznie odwrócił się od niego. Po tym wydarzeniu, Steen został zabrany na zaplecze; Jim Cornette obiecał mu, że już nigdy nie zawalczy w ROH. Pomimo że Steen był bookowany jako heel w storyline, fani trzymali jego stronę i buczeli Cornette’a. W ramach storyline'u Steen „zhackował” oficjalną tablicę informacyjną ROH i pisał posty chwalące Pro Wrestling Guerrilla; ogłosił też pojawienie się na gali Death Before Dishonor IX.

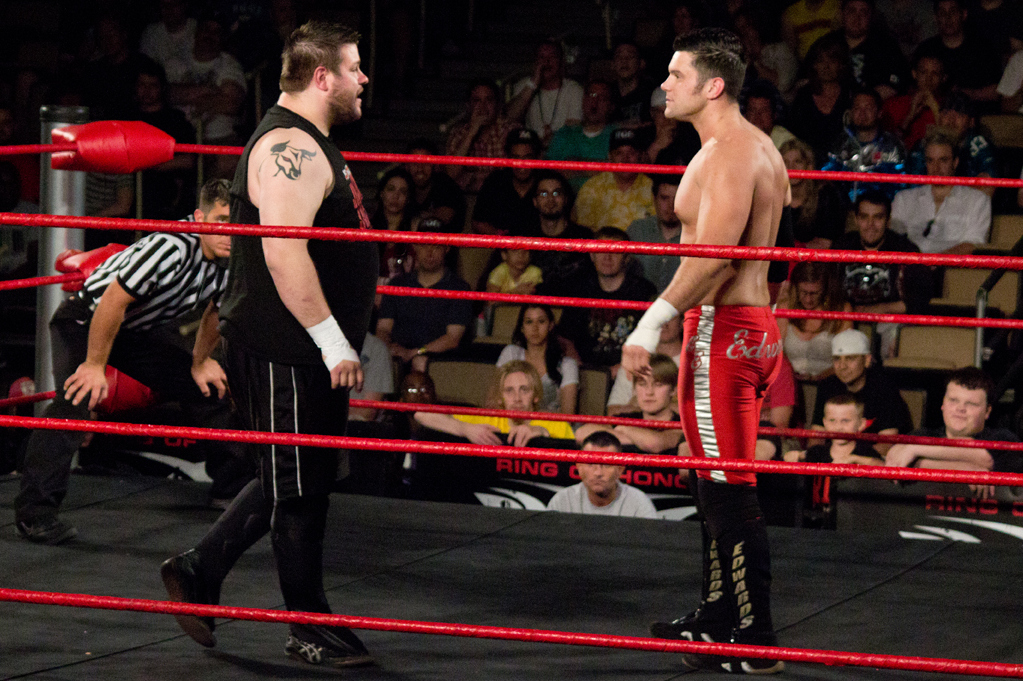
Steen walczący z Eddiem Edwardsem na Showdown in the Sun w 2012

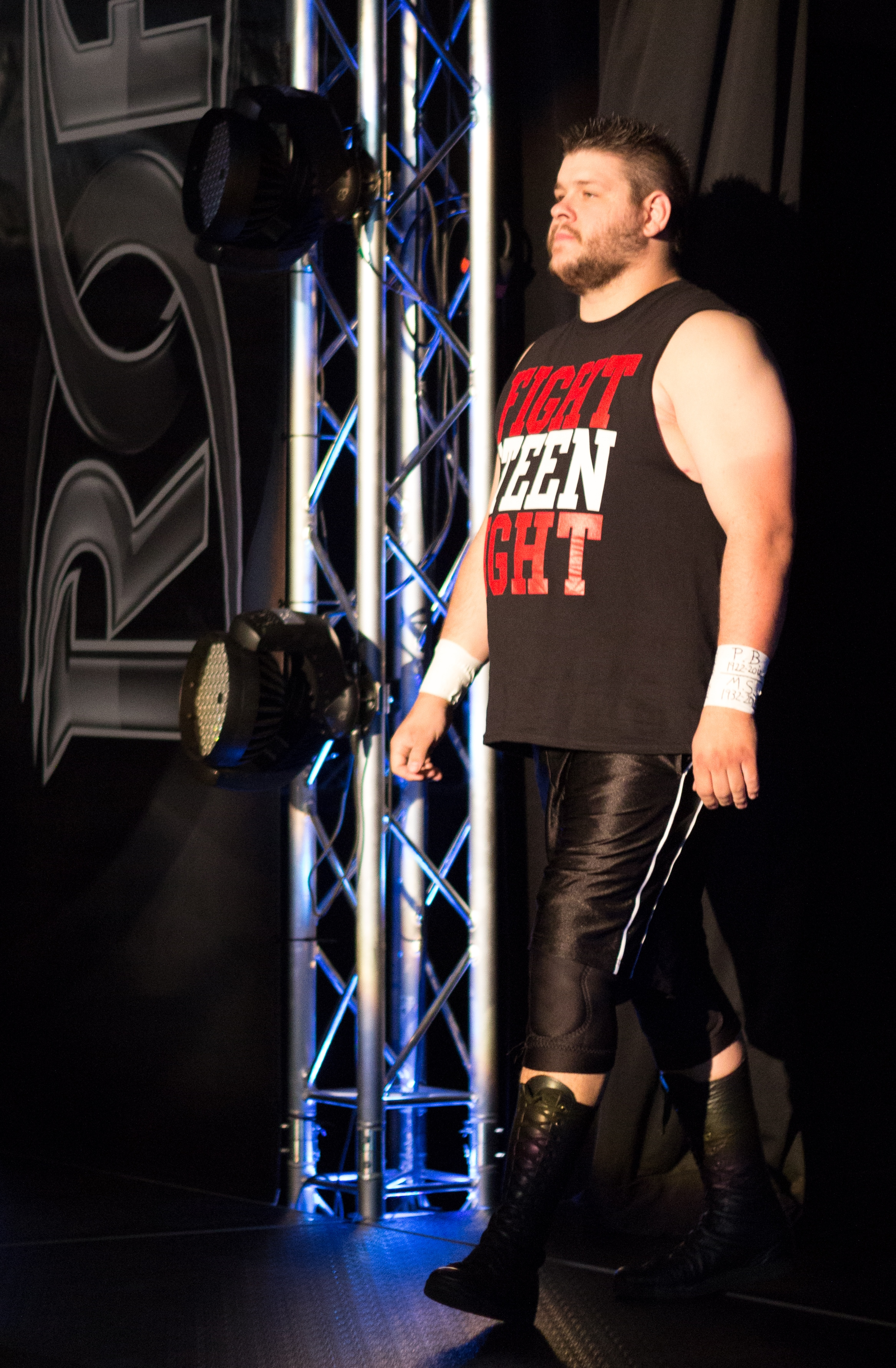
Steen na gali Ring of Honor w 2013

17 września, Steen zainterweniował w walce pomiędzy El Generico i Jimmym Jacobsem. Wyzwał Steve’a Corino, po czym wykonał powerbomb na Jacobsie w krawędź ringu. Steen skonfrontował się z Jimem Cornettem i prezydentem ROH Carym Silkinem. Chciał wykonać Package Piledrivera na Silkinie, lecz został wyniesiony z areny przez ochronę. Steen zagroził, że jeżeli nie zostanie przywrócony do ROH w przeciągu trzech tygodni, to pozwie Cornette’a i Silkina. Na gali Final Battle 2011, Steen pokonał Steve’a Corino, dzięki czemu przywrócono jego karierę w ROH. Po walce wykonał package piledriver na Jimmym Jacobsie i El Generico. Skonfrontował się też z Daveyem Richardsem. 4 marca 2012 na gali z okazji dziesięciolecia ROH, Steen pokonał Jimmy’ego Jacobsa w No Holds Barred matchu i zakończył pay-per-view kolejną konfrontacją z Daveym Richardsem. Steen kontynuował pasmo wygranych podczas weekendu Showdown in the Sun, na początek pokonując El Generico z pomocą Jimmy’ego Jacobsa w Last Man Standing matchu, a następnie Eddiego Edwardsa w singles matchu. 12 maja na Border Wars, Steen pokonał Daveya Richardsa, zdobywając ROH World Championship. Po walce, Steve Corino wszedł do ringu i przytulił Steena i Jacobsa; później owa trójka utworzyła stajnię nazwaną S.C.U.M. (Suffering, Chaos, Ugliness, and Mayhem). Steen po raz pierwszy skutecznie obronił tytuł 15 czerwca, pokonując Eddiego Edwardsa. 24 czerwca na Best in the World 2012: Hostage Crisis, Steen pokonał Daveya Richardsa i obronił ROH World Championship. Na następnym pay-per-view, Boiling Point, Steen obronił tytuł przeciwko Chikara Grand Championowi Eddiemu Kingstonowi. 15 września na Death Before Dishonor X: State of Emergency, Steen po raz kolejny obronił tytuł walcząc z Rhino. 6 października, walka o tytuł pomiędzy Steenem i Jayem Lethalem zakończyła się bez rozstrzygnięcia, kiedy to Steen zastraszył rodziców Lethala stojących w pierwszych rzędach. Siedem dni później na internetowym pay-per-view, Glory By Honor XI: The Unbreakable Hope, Steen obronił tytuł w walce przeciwko Michaelowi Elginowi. Po walce, Steen otworzył pudełko, w którym znajdowała się maska El Generico. 16 grudnia na Final Battle 2012: Doomsday, Steen pokonał powracającego El Generico w Ladder matchu i obronił ROH World Championship. 2 marca 2013 na gali z okazji 11-lecia ROH, Steen pokonał Jaya Lethala w grudge matchu broniąc ROH World Championship. 5 kwietnia na Supercard of Honor VII, Steen stracił ROH World Championship na rzecz Jaya Briscoe.

#### Ostatnie rywalizacje (2013-2014)
Na następnych tapingach Ring of Honor Wrestling, S.C.U.M. odwróciło się od Steena. Corino obiecał, że nigdy więcej nie zobaczymy Steena w ROH. Jednakże, Steen powrócił do ROH 4 maja, tym razem jako face. Zastąpił Jaya Lethala w tag team matchu, w którym wraz z Michaelem Elginem zawalczyli z członkami S.C.U.M. – Cliffem Comptonem i Jimmym Jacobsem. Walka zakończyła się przypięciem Steena przez Jacobsa. Na Best in the World 2013, został pokonany przez Matta Hardy’ego w No Disqualification matchu. Następnego dnia, Steen pokonał Jimmy’ego Jacobsa, tym samym rozwiązując grupę S.C.U.M..
3 sierpnia, Steen wziął udział w turnieju o zwakowany ROH World Championship. Na Death Before Dishonor XI, Steen został wyeliminowany z turnieju z powodu przegranej z Michaelem Elginem. Tuż po zakończeniu turnieju, Steen zaczął feud z Michaelem Bennettem. Zawalczyli ze sobą 26 października na Glory By Honor XII. Bennett wygrał walkę po tym, jak jego dziewczyna Maria Kanellis odwróciła uwagę Steena. 14 grudnia na Final Battle 2013, Steen pokonał Bennetta w Stretcher matchu. 8 lutego 2014, Steen zdobył miano pretendenckie po wygraniu Fatal 4-Way matchu. Steen otrzymał walkę o tytuł na Global Wars, lecz został pokonany przez panującego mistrza, Adama Cole’a. 17 maja, po przegranej z Shinsuke Nakamurą na gali War of the Worlds ogłosił, iż opuszcza ROH. Doprowadziło to do interwencji i bycia zaatakowanym przez Silasa Younga. Pokonał Younga 22 czerwca na Best in the World 2014, a 19 lipca na tapingach Ring of Honor Wrestling, pokonał Steve’a Corino. Była to jego ostatnia walka w ROH.

### Powrót do PWG (2010-2014)

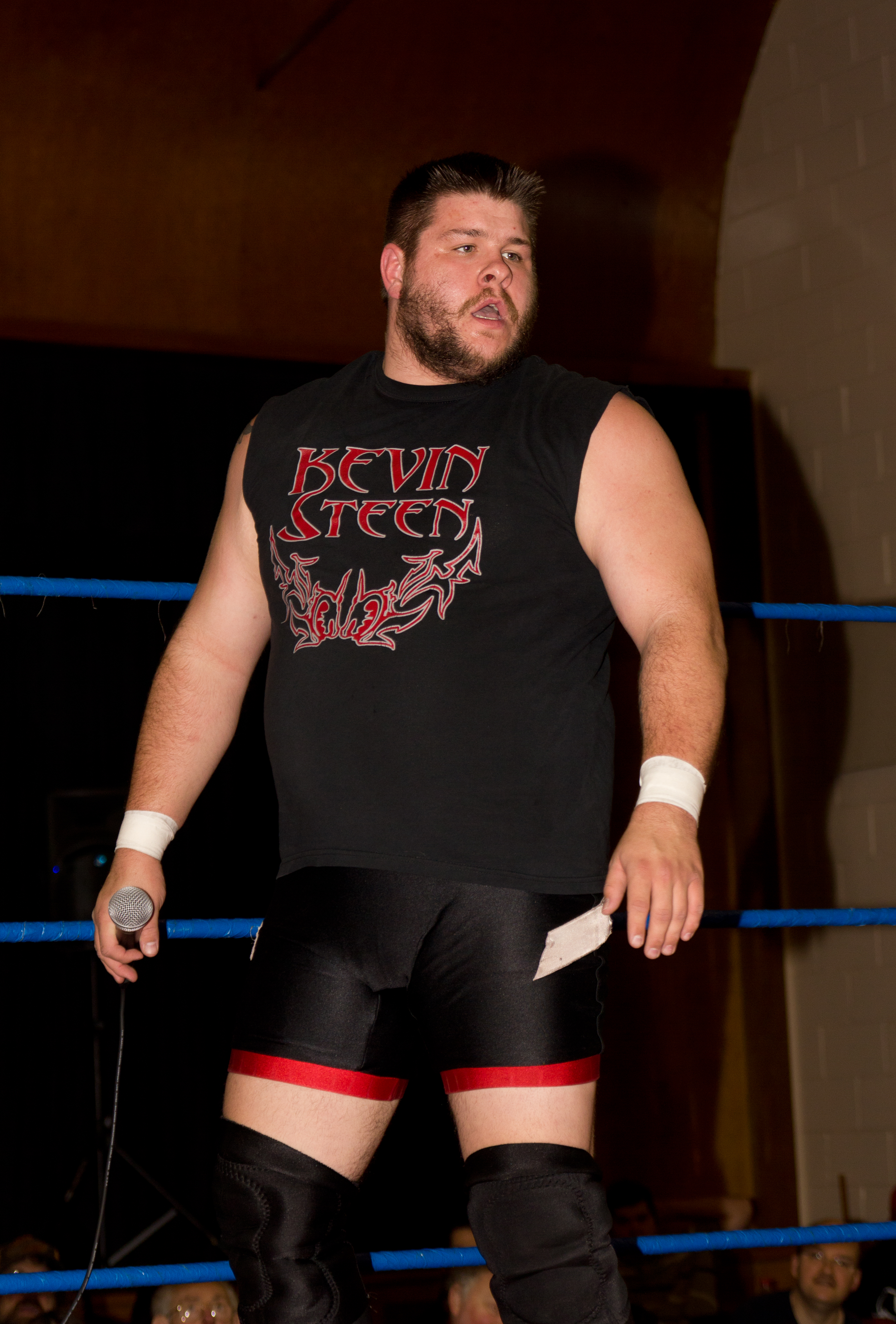
Steen na gali federacji GCW w grudniu 2011

Steen powrócił do Pro Wrestling Guerrilla w 2010. 11 grudnia 2010, Steen zawalczył z Akirą Tozawą, zdobywając pierwsze zwycięstwo w PWG od dwóch lat. 29 stycznia 2011, Steen został pokonany przez Chrisa Hero na corocznym evencie PWG WrestleReunion. Później tego samego wieczoru, Steen wbiegł do ringu i zaatakował zwycięzców 4-Way Tag Team matchu o miejsce w turnieju DDT4 – the RockNES Monsters (Johnny’ego Goodtime'a i Johnny’ego Yumę), po czym zadeklarował chęć zwycięstwa turnieju DDT4. 2 lutego 2011 ogłoszono, że Steen połączy siły z Akirą Tozawą w nadchodzącym turnieju. Steen i Tozawa zostali pokonani w finale turnieju przez The Young Bucks (Matta i Nicka Jacksona). 23 lipca na gali z okazji ośmiolecia PWG, Steen pokonał PACa w singles matchu, a ponadto przedtem wraz z CIMĄ pokonali PWG World Tag Team Championów, The Young Bucks, w non-title matchu. Po tym jak Claudio Castagnoli pokonał Chrisa Hero w walce wieczoru broniąc PWG World Championship, Steen wyzwał go do walki o tytuł. W jego trzecim pojedynku tej nocy pokonał Castagnoliego, zdobywając PWG World Championship drugi raz w swej karierze. Steen wziął udział w 2011 Battle of Los Angeles; został pokonany w finale przez starego rywala El Generico. 10 września, Steen obronił PWG World Championship, pokonując Daveya Richardsa. 22 października, Steen stracił PWG World Championship na rzecz El Generico w Ladder matchu, po interwencji The Young Bucks. Po walce, powracający Super Dragon wraz ze Steenem zaakceptowali wyzwanie The Young Bucks o walkę w Guerrilla Warfare matchu. 10 grudnia, Steen i Dragon, znani jako „Appetite for Destruction”, pokonali The Young Bucks, zdobywając PWG World Tag Team Championship.
17 marca, Steen pokonał El Generico i Eddiego Edwardsa w Three-Way matchu, wygrywając PWG World Championship po raz trzeci w karierze. 25 maja tytuły zostały odebrane Steenowi i Dragonowi po tym, jak Dragon połączył siły z heelową stajnią. 21 lipca na Threemendous IIIoSteenbronił PWG World Championship w walce przeciwko Williemu Mackowi. Został wyeliminowany w pierwszej rundzie 2012 Battle of Los Angleles przez Ricocheta po tym, jak Steenowi przeszkodził Brian Cage. Pas mistrzowski Steena został skradziony przez zwycięzcę 2012 Battle of Los Angeles, Adama Cole’a. 27 października Steen obronił tytuł w Three-Way matchu, po czym wyzwał Cole’a. Steen stracił PWG World Championship na rzecz Adam Cole’a w Guerrilla Warfare matchu.
Steen i El Generico ponownie połączyli siły i dołączyli do turnieju 2013 Dynamite Duumvirate Tag Team Title Tournament. W finale zostali pokonani przez The Young Bucks. 31 sierpnia, Steen przeszedł heel turn i uformował stajnię „The Mount Rushmore of Wrestling”, której członkami byli też PWG World Champion Adam Cole i mistrzowie tag-team The Young Bucks. 26 lipca 2014, Steen został pokonany przez Trevora Lee.

### WWE

#### NXT (2014–2015)
12 sierpnia 2014, WWE ogłosiło, że Steen podpisał z nimi kontrakt, oraz że dołączy do rozwojówki NXT. Otrzymał pseudonim ringowy Kevin Owens, a WWE zaczęło wydawać filmiki o nim na tygodniówkach NXT, promując jego przyszły debiut.

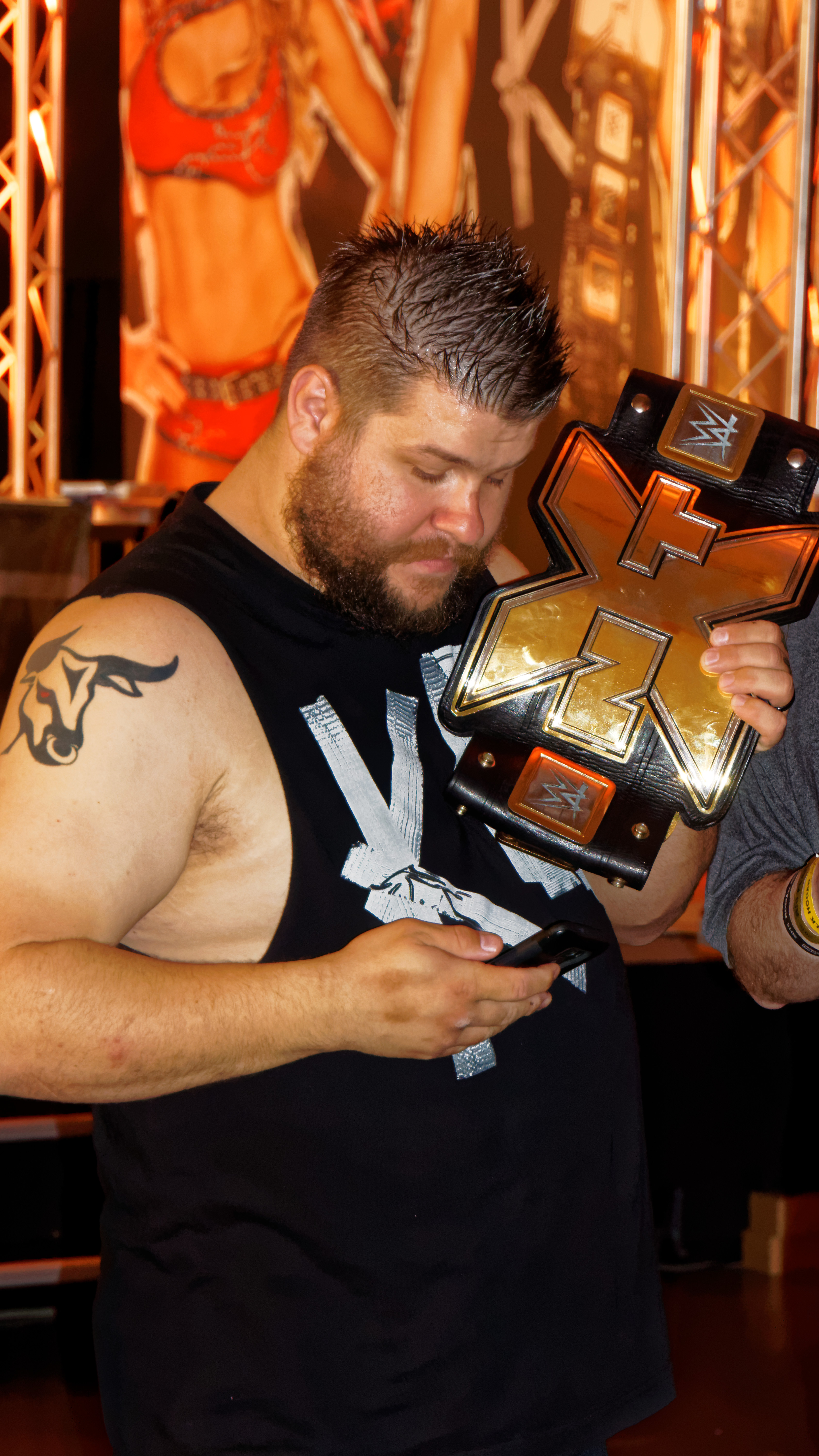
Kevin Owens jako NXT Champion

Owens zadebiutował 11 grudnia na NXT TakeOver: R Evolution i pokonał CJ-a Parkera. Tej samej nocy, kiedy Sami Zayn (znany wcześniej jako El Generico) zdobył NXT Championship, Owens wszedł do ringu aby pogratulować Zaynowi, lecz po chwili wykonał na nim Powerbomb, stając się heelem. 18 grudnia 2014 na odcinku NXT, Owens zawalczył z Adrianem Neville’em; walka zakończyła się podwójnym wyliczeniem, a po niej Owens wykonał Powerbomb Neville’em o krawędź ringu. Po kolejnym ataku po walce przez Owensa na Zaynie, zirytowany Zayn wyzwał Owensa do walki. Owens zażądał walki o pas; Zayn zgodził się. 11 lutego 2015, na gali NXT TakeOver: Rival, Owens wykonał Powerbomb na Zaynie pięć raz i szykował się do wykonania go po raz szósty, kiedy sędzia przerwał walkę, a Owens zdobył mistrzostwo. 25 marca na NXT, Owens obronił NXT Championship w walce z Finnem Bálorem. Na NXT TakeOver: Unstoppable, rewanż Owensa z Zaynem o tytuł zakończył się bez rozstrzygnięcia – Owens kontynuował atak na kontuzjowanym Zaynie, dopóki nie zadebiutował Samoa Joe i zmusił Owensa do wycofania z ringu. Po tygodniach rosnącego napięcia pomiędzy zawodnikami, Owens zawalczył z Joem 17 czerwca na odcinku NXT. Po walce, która zakończyła się bez rozstrzygnięcia, dwójka kontynuowała brawl dopóki nie zostali rozdzieleni.
4 lipca w Tokio w Japonii na specjalnej gali emitowanej tylko na WWE Network nazwanej „The Beast in the East”, Owens stracił NXT Championship na rzecz Finna Bálora, kończąc jego 143-dniowe panowanie. Na NXT TakeOver: Brooklyn, Owens zawalczył z Bálorem w rewanżowym Ladder matchu lecz nie zdołał pokonać rywala.

#### Intercontinental Champion (2015–2016)
Owens zadebiutował w głównym rosterze 18 maja 2015 na Raw, odpowiadając na „Open Challegne” Johna Ceny o United States Championship. Jednakże, zamiast brania udziału w walce, Owens zaatakował Cenę i przygniótł stopą pas mistrzowski dając oznakę braku szacunku. Doprowadziło to do non-title matchu pomiędzy tą dwójką 31 maja na Elimination Chamber, który Owens czysto wygrał przez przypięcie. Ich rewanż odbył się w czerwcu na Money in the Bank, który wygrał Cena. Po walce Owens wykonał Powerbomb Ceną o krawędź ringu. Wyzwał Cenę do walki o United States Championship. Na Battleground, Cena wygrał walkę o mistrzostwo, kończąc ich rywalizację. Owens rozpoczął rywalizację z Cesaro. Pokonał go w dwóch walkach – na SummerSlam 23 sierpnia oraz na Raw osiem dni później.
20 września na Night of Champions, Owens pokonał Rybacka i zdobył swój pierwszy tytuł w głównym rosterze – Intercontinental Championship. Obronił tytuł w walce na gali w Madison Square Garden, w walce z Chrisem Jericho. Na Hell in a Cell, Owens obronił tytuł w rewanżu przeciwko Rybackowi. Wziął udział w turnieju o zwakowany WWE World Heavyweight Championship; przegrał z Deanem Ambrosem w półfinale na Survivor Series.
Owens stracił Intercontinental Championship na rzecz Ambrose’a 13 grudnia na TLC. Na Royal Rumble, Ambrose pokonał Owensa w Last Man Standing matchu o Intercontinental Championship. Później tej samej nocy, Owens wziął udział w Royal Rumble matchu o WWE World Heavyweight Championship; dołączył do walki z numerem 18. i wyeliminował debiutującego A.J. Stylesa, lecz kilka minut później został wyrzucony z ringu przez Samiego Zayna. Następnej nocy na Raw rozpoczął rywalizację z Dolphem Zigglerem, wygrywając z nim pojedynek. Tydzień później to Ziggler wyszedł zwycięsko, a 4 lutego, na SmackDown, przeszkodził Owensowi w walce z Kalisto. 8 lutego Owens przegrał z Zigglerem przez przypięcie, Ziggler podczas przypinania wspomógł się linami. 15 lutego na Raw Owens wygrał Fatal Five-Way Match o Intercontinental Championship przeciwko Deanowi Ambrose'owi, Dolphowi Zigglerowi, Stardustowi i Tylerowi Breeze'owi, tym samym stając się mistrzem interkontynentalnym po raz drugi. Na Fastlane, Owens obronił Intercontinental Championship w walce z Zigglerem. 7 marca, próbował zaatakować Neville’a po wygranym pojedynku, jednak powstrzymał go powracający do ringu Sami Zayn.
21 marca na Raw, Kevin Owens zdołał obronić Intercontinental Championship w walce z AJ-em Stylesem. Dolph Ziggler, The Miz i Sami Zayn zaczęli kłócić się o miano pretendenckie do tytułu Owensa, sam mistrz zaś zaproponował im rozwiązanie konfliktu w Triple Threat matchu. Stephanie McMahon pozwoliła Owensowi zabookować starcie, ten jednak podstępnie zarządził walkę o miano pretendenckie pomiędzy Zackiem Ryderem, Stardustem i Sin Carą. Ziggler, Miz i Zayn połączyli siły z Ryderem, Stardustem i Sin Carą i wspólnie podjęli próbę ataku na wspólnym wrogu – Owensie. Mistrz interkontynentalny zdołał uciec, jednak tej samej nocy Stephanie McMahon zarządziła 7-osobowy Ladder match pomiędzy wszystkimi zawodnikami zamieszanymi w wydarzenie na WrestleManii 32. Na gali, Owens stracił tytuł mistrzowski na rzecz Zacka Rydera.
Noc po WrestleManii, Owens zmierzył się z AJ-em Stylesem, Chrisem Jericho i powracającym Cesaro w Fatal 4-Way matchu o miano pretendenckie do WWE World Heavyweight Championship; walkę wygrał AJ Styles. Owens wznowił rywalizację z Samim Zaynem. Rywale zmierzyli się ze sobą na gali Payback; Owens zdołał pokonać Zayna, po czym pozostał przy ringu, by komentować pojedynek The Miza z Cesaro. Zamieszanie poza ringiem wywołane kolejną bójką Owensa z Zaynem wykorzystał The Miz, przypinając Cesaro i broniąc Intercontinental Championship. Owens, Zayn, Cesaro i The Miz zmierzyli się w Fatal 4-Way matchu o tytuł mistrzowski Miza na gali Extreme Rules; mistrz wyszedł z tej walki zwycięsko. Na Money in the Bank wziął udział w Money in the Bank ladder matchu o walizkę Money in the Bank, lecz nie zdołał jej wygrać. 27 czerwca na Raw, podczas segmentu The Highlight Reel Chrisa Jericho, Zayn wyzwał Owensa na ostatnią walkę, na gali Battleground. Owens przyjął wyzwanie. W lipcu, w wyniku WWE Draftu, Owens stał się członkiem brandu Raw. Wkrótce połączył siły z Chrisem Jericho i wraz z nim pokonał Enza Amore i Big Cassa na gali SummerSlam.

#### Universal Champion (2016–2017)

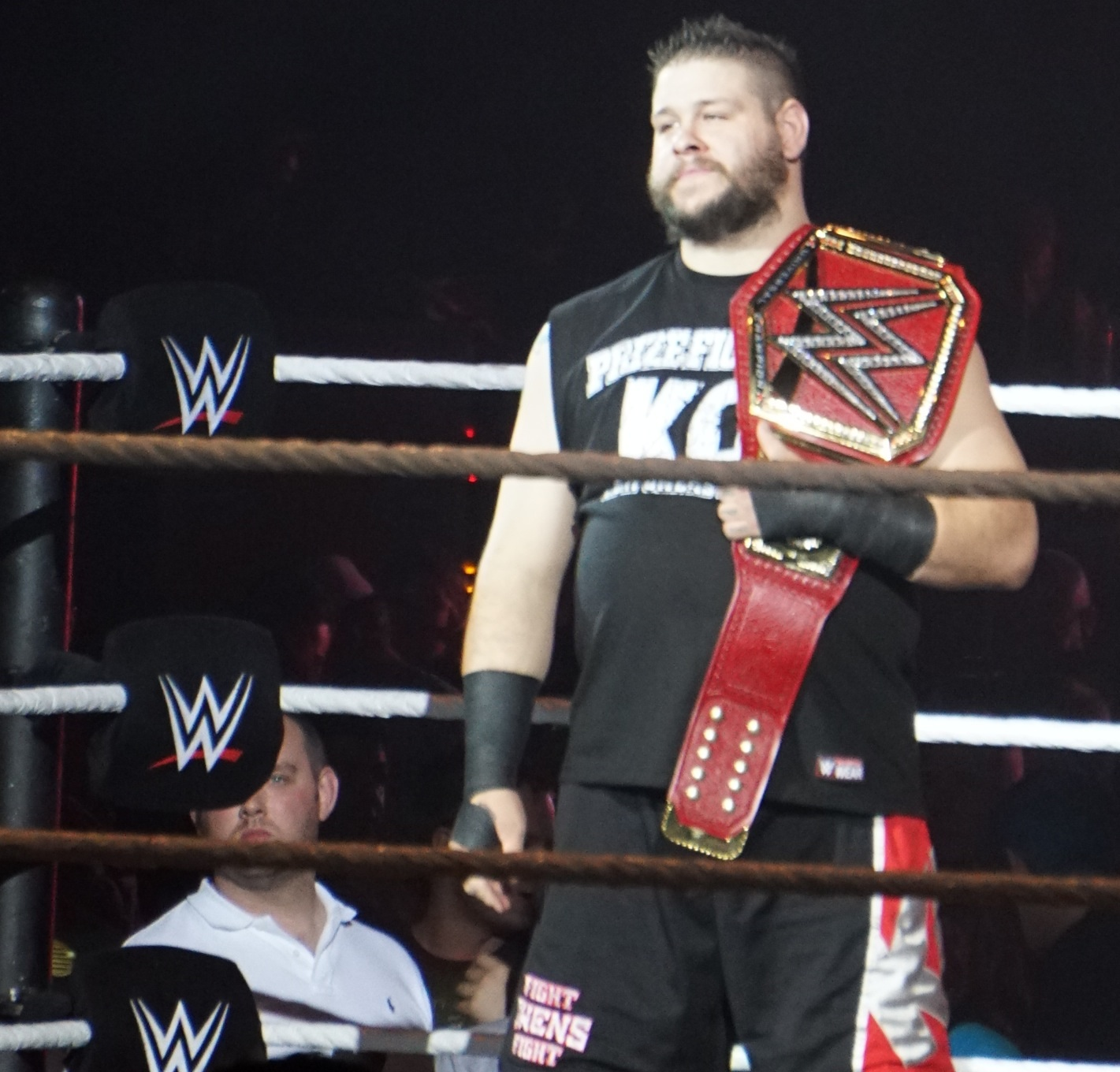
Owens jako WWE Universal Champion we wrześniu 2016

22 sierpnia, Owens pokonał Neville’a w walce kwalifikacyjnej do fatal 4-way matchu o zawieszone WWE Universal Championship. Tydzień później, 29 sierpnia 2016, Owens pokonał Big Cassa, Romana Reignsa i Setha Rollinsa w walce o tytuł, stając się drugim w historii posiadaczem mistrzostwa. Na gali Clash of Champions obronił tytuł w walce z Rollinsem, zaś miesiąc później pokonał tego samego rywala na gali Hell in a Cell w tytułowym pojedynku, gdzie przy dwóch okazjach interweniował Chris Jericho. Owens i Jericho zostali ogłoszeni współkapitanami męskiego zespołu Raw w 5-on-5 Survivor Series Tag Team Elimination matchu przeciwko drużynie SmackDown. Podczas pojedynku został wyeliminowany przez dyskwalifikację z powodu użycia „listy Jericho” jako broni przeciwko AJ Stylesowi; ostatecznie jego drużyna przegrała walkę. Następnej nocy na tygodniówce Raw, Owens i Jericho oszukali widownię odnośnie ich kłótni na temat walki z gali pay-per-view, po czym obwinili za rezultat Reignsa i Rollinsa. Doprowadziło to do No Disqualification matchu o Universal Championship pomiędzy mistrzem i Rollinsem, gdzie przy interwencji ze strony Jericho, Owens wyszedł zwycięsko z walki. Przez kolejne tygodnie, Owens i Jericho zaczęli coraz częściej kłócić się ze względu na interwencje podczas własnych walk powodujące najczęściej przegrane. Owens pokonał Reignsa przez dyskwalifikację ze względu na atak Jericho na Owensa, wskutek czego Owens obronił Universal Championship. Z powodu dyskwalifikacji, Reigns otrzymał rewanż o tytuł na galę Royal Rumble, gdzie Jericho został zawieszony w klatce nad ringiem. Ostatecznie Owens obronił tytuł po interwencji ze strony Brauna Strowmana. Następnej nocy na tygodniówce Raw, Owens obronił tytuł przeciwko Strowmanowi, który za pomoc w obronie otrzymał szansę na walkę o tytuł.

#### United States Champion (2017-2017)
6 lutego podczas odcinka Raw Goldberg wyzwał Owensa do obrony tytułu na gali Fastlane, zaś propozycję zaakceptował za niego Jericho. Tydzień później, Jericho zorganizował segment „Festival of Friendship” (pol. Festiwal Przyjaźni), podczas którego Owens odwrócił się od Jericho i brutalnie go zaatakował, tym samym ostatecznie kończąc ich współpracę. Na gali Fastlane z 5 marca, Owens w 22 sekund przegrał w walce wieczoru z Goldbergiem, tym samym tracąc tytuł po 188 dniach. Następnej nocy na Raw, Owens zaakceptował wyzwanie Jericho do walki na WrestleManii 33, lecz z tytułem Jericho na szali. 2 kwietnia na WrestleManii, Owens zdołał pokonać Jericho i po raz pierwszy zdobyć WWE United States Championship. 11 kwietnia podczas odbywającego się Superstar Shake-up, Owens wraz z mistrzostwem został przeniesiony do rosteru SmackDown. Pomimo przenosin, Generalny Menadżer SmackDown Daniel Bryan ogłosił, że Jericho zawalczy w rewanżu na gali Payback, gdzie jeśli wygra Jericho, zostanie również przeniesiony do rosteru SmackDown. Tej samej nocy, kolejnym pretendentem stał się AJ Styles, który pokonał Samiego Zayna i Barona Corbina w triple threat matchu. Owens rozpoczął również rywalizację ze Stylesem, gdzie komentował jego pojedynki, odnosił się do niego podczas otwartych wyzwań o swój tytuł, a także atakował po jego walkach. Na gali Payback, Owens stracił tytuł na rzecz Jericho, który tym samym dołączył do rosteru SmackDown. Dwa dni później podczas tygodniówki SmackDown Live odbył się rewanż; pojedynek i tytuł ponownie wygrał Owens, lecz po walce brutalnie zaatakował Jericho. Potwierdzono również pojedynek Stylesa z Owensem o tytuł na majową galę Backlash.

## Inne media
W 2012, Ring of Honor (ROH) wydało dwa dwupłytowe wydania DVD nazwane Kevin Steen: Ascension to the Top, skupiające się na jego dwóch pierwszych latach z federacją, oraz Kevin Steen: Decent into Madness, tym razem skupiające się na jego przygodzie w latach 2009-2010. W 2013, ROH wydało DVD Kevin Steen: Hell Rising, które zawiera jego najlepsze walki i shootowe wywiady, w których Steen wyszczególnił jego relacje z Jimem Cornettem i jego bookingiem w ROH. DVD zostało wycofane ze sklepu online federacji tuż po wydaniu. Było ono później dostępne raz jeszcze podczas sezonu świątecznego 2013. Po opuszczeniu federacji, ROH wydało kolejne DVD zawierające trzy płyty nazwane Thanks Steen Thanks, w którym były zawarte walki pod koniec jego panowania jako mistrz oraz jego ostatnia walka w ROH.

## Życie prywatne
Dorastający w Marieville w Quebec, Steen jest Quebekczykiem z francuskojęzycznej rodziny. Steen próbował różnych sportów, m.in. hokej, piłkę nożną i koszykówkę. Nigdy jednak nie myślał o rozwoju kariery w którejś z tych dyscyplin (szczególnie odkąd w wieku 11 lat odniósł kontuzję, grając w piłkę nożną). Jednak po obejrzeniu wraz z ojcem nagrania WrestleManii XI na VHS-ach postanowił zainteresować się karierą w profesjonalnym wrestlingu. Steen nauczył się mówić po angielsku jako nastolatek oglądając Monday Night Raw i naśladując wygłaszane proma i cytaty komentatorów, które usłyszał.
Steen i jego żona Karina mają syna Owena (nazwanego na cześć Owena Harta) i córkę Élodię Leila. W maju 2008 pod koniec gali DDT4 Night One, ośmiomiesięczny syn Steena pojawił się w segmencie z Excaliburem, w którym Excalibur nazwał go brzydkim. Steen wykonał trzy Package piledrivery na Excaliburze, po czym pozwolił synowi go przypiąć.

## Ruchy używane we wrestlingu
- Finishery
  - Jako Kevin Owens
    - Pop-up powerbomb[6]
    - Apron Powerbomb (Powerbomb na krawędź ringu)[87][98][153]

  - Jako Kevin Steen
    - F-Cinq[154] (ROH) / Deep Sea Diverticulitis[155] (PWG) (Spin-out fireman's carry facebuster)[156][157][158] – 2012–2014
    - High-angle crossface[159] – 2010
    - Package piledriver[4][160], czasem z górnej liny[46]
    - Sharpshooter[7]
    - Steenalizer (Package fallaway powerbomb[4][160], czasem w turnbuckle ringu)[161]
- Inne ruchy
  - Go Home Driver[4] (ROH / PWG) / Scoop lift spun przechodzący nad ramionami w back-to-belly piledriver[4][160] (WWE)
  - High-angle senton bomb[4][160]
  - Jumping double knee facebreaker[98][162]
  - Moonsault[4][160]
  - Wielokrotne wariacje suplexów:
    - German[98][163]
    - Sidewinder Suplex (Swinging leg hook belly-to-back suplex)[160][164]
    - Sleeper[165][166]
    - Swinging fisherman z górnej liny[98][167][168][169] – często używany jako kontrowany superplex

  - Package lift poprzedzony sidewalk slamem[97][98][170] – 2015–obecnie
  - Powerbomb w krawędź ringu[87][98][171] – czasem używany do wywołania storyline'owej kontuzji
  - Running cannonball[160]
  - Running senton[172]
  - Single-knee fireman's carry gutbuster[173][174][175]
  - Sitout scoop slam[176]
  - Somersault leg drop[4][160]
  - Somersault plancha[87][169][177]
  - Steen Breaker[160] (ROH / PWG) / Pumphandle neckbreaker[178][179] (WWE)
  - Step-up enzuigiri[4]
  - Superkick[4][160]
- Przydomki
  - Jako Kevin Owens
    - „K.O.”
    - „The Prizefighter”

  - Jako Kevin Steen
    - „The Anti-Christ of Pro Wrestling”[7]
    - „Mr. Wrestling”[7]
    - „Wrestling's Worst Nightmare”[157]
    - „The Zoo Enthusiast"
- Motywy muzyczne
  - „Tear Away” ~ Drowning Pool[180] (CZW/PWG/ROH)
  - „Word Up!” ~ Korn[180] (IWA-MS)
  - „Now You're a Man” ~ DVDA[180] (PWG)
  - „Better” ~ Guns N’ Roses[180] (C*4/IWS)
  - „Unsettling Differences” ~ Blue Smock Nancy[181] (ROH)
  - „Fight” ~ CFO$[182] (NXT/WWE; od 11 grudnia 2014)

## Mistrzostwa i osiągnięcia
- All American Wrestling

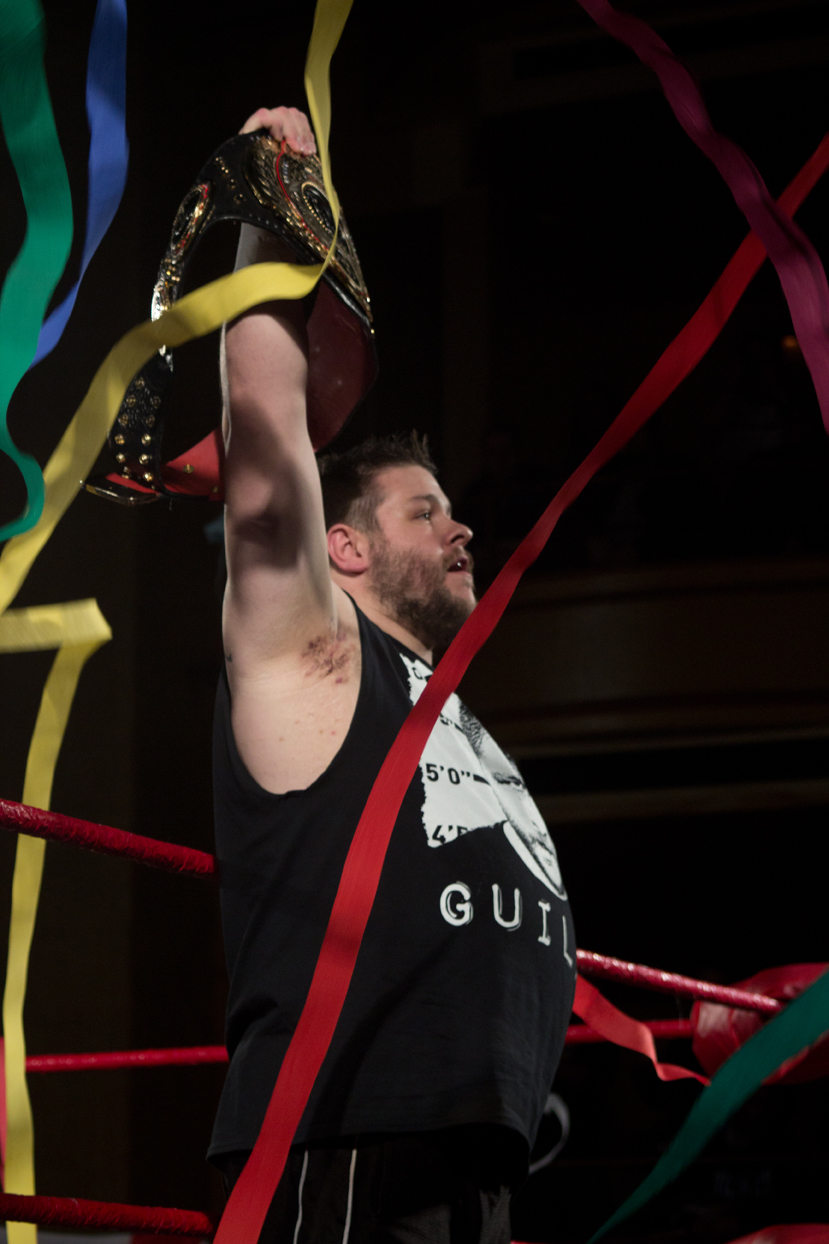
Steen jako były ROH World Champion

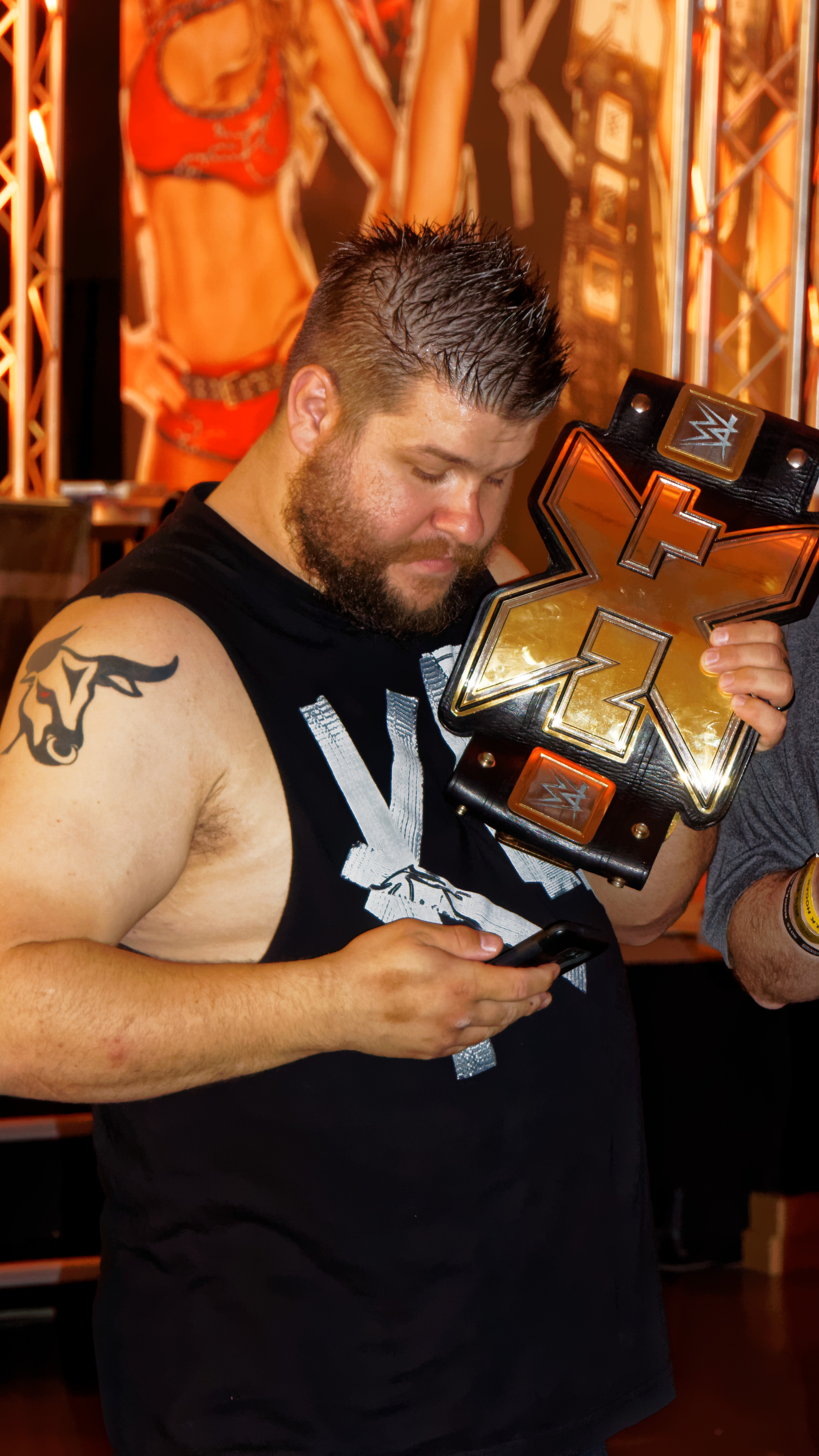
Steen (pod pseudonimem Kevin Owens) jako NXT Champion

  - AAW Heavyweight Championship (1 raz)[183]
- Capital City Championship Combat
  - C*4 Championship (1 raz)[184]
  - C*4 Tag Team Championship (1 raz) – z Mikiem Baileyem[185]
- Combat Revolution Wrestling
  - CRW Tag Team Championship (1 raz) – z Patem Skillzem[186]
  - C4 Tag Team Championship (1 raz) – z Baileyem[187]
- Combat Zone Wrestling
  - CZW Iron Man Championship (1 raz)[188]
- Elite Wrestling Revolution
  - EWR Heavyweight Championship (2 razy)[4]
  - Elite 8 Tournament (2005)
- International Wrestling Syndicate
  - IWS Canadian Championship (1 raz)[184]
  - IWS World Heavyweight Championship (3 razy)[4][189]
- North Shore Pro Wrestling
  - NSPW Championship (1 raz)[184]
- Pro Wrestling Guerrilla
  - PWG World Championship (3 razy)[29][72][190]
  - PWG World Tag Team Championship (3 razy) – z El Generico (2) i Super Dragonem (1)[71][191][192]
- Pro Wrestling Illustrated
  - PWI umieściło go na 10. miejscu w top 500 wrestlerów w Pro Wrestling IllustratedPWI 500 w 2013 i 2015[193][194]
  - PWI umieściło go na 6. miejscu w top 500 wrestlerów w PWI 500 w 2016[195]
- Ring of Honor
  - ROH World Championship (1 raz)[37]
  - ROH World Tag Team Championship (1 raz) – z El Generico[18]
- Rolling Stone
  - Best Heel (2015)[196]
  - Best Promos (2015)[197] Wraz z Johnem Ceną
  - Best Storyline (2015)[196] vs. John Cena
  - Rookie of the Year (2015)[196]
  - WWE Match of the Year (2015)[196] vs. John Cena na Money in the Bank
- SoCal Uncensored
  - Match of the Year (2011) z Super Dragonem vs. The Young Bucks 10 grudnia[198]
  - Wrestler of the Year (2005, 2011, 2012)[198][199][200]
- Squared Circle Wrestling
  - 2CW Heavyweight Championship (1 raz)[201]
  - 2CW Tag Team Championship (1 raz) – z Jasonem Axem
- Wrestling Observer Newsletter
  - Best Brawler (2010–2012)[202][203][204]
  - Feud of the Year (2010) vs. El Generico[202]
- WWE
  - WWE Intercontinental Championship (2 razy)[205]
  - WWE United States Championship (2 razy, obecnie)[206]
  - WWE Universal Championship (1 raz)[207]
- WWE NXT
  - NXT Championship (1 raz)[208]

### Rekordy Lucha de Apuesta
| Zwycięzca           | Przegrany                   | Miejsce   | Gala              | Data                 | Notka  |
| ------------------- | --------------------------- | --------- | ----------------- | -------------------- | ------ |
| El Generico (maska) | Kevin Steen (kariera w ROH) | Nowy Jork | Final Battle 2010 | 18 grudnia 2010(dts) | [ 25 ] |